# Centro médico Samsung
El Centro Médico Samsung (en coreano: 삼성의료원) se encuentra en Irwon-Dong en Gangnam-Gu, Seúl, Corea del Sur, se trata de un hospital de tercer nivel. El centro está compuesto por el Hospital Samsung Seúl (삼성 서울 병원), el Hospital Samsung Kangbook (강북 삼성 병원), el hospital Samsung Changwon (삼성 창원 병원), y el Centro de Investigación de Ciencias de la Vida Samsung (삼성 생명 과학 연구소). El complejo fue fundado el 9 de noviembre de 1994 bajo la filosofía de "contribuir a mejorar la salud de la nación a través de la mejor atención médica, la investigación médica avanzada, y el desarrollo del personal médico en circulación." Desde su fundación, el Centro Médico Samsung ha incorporado y desarrollado con éxito un modelo avanzado con el lema de convertirse en un "hospital centrado en el paciente", un nuevo concepto en Corea del Sur.